# کارلوس ایزکوئیردوز
کارلوس ایزکوئیردوز (انگلیسی: Carlos Izquierdoz؛ زادهٔ ۳ نوامبر ۱۹۸۸) بازیکن فوتبال اهل آرژانتین است.
از باشگاه‌هایی که در آن بازی کرده‌است می‌توان به لانوس و بوکا جونیورز اشاره کرد.

## افتخارات
لانوس
- جام سودامریکانا: ۲۰۱۳

سانتوس لاگونا
- لیگا ام‌ایکس: کلاوسورا ۲۰۱۵, کلاوسورا ۲۰۱۸
- کوپا ام‌ایکس: آپرتورا ۲۰۱۴
- جام قهرمان قهرمانان: ۲۰۱۵

بوکا جونیورز
- پریمیرا دیویژیون: ۲۰–۲۰۱۹
- کوپا آرژانتین: ۲۰–۲۰۱۹
- سوپرکاپ آرژانتین: ۲۰۱۸
- کوپا د لالیگا: ۲۰۲۰